# Casa de bonecas

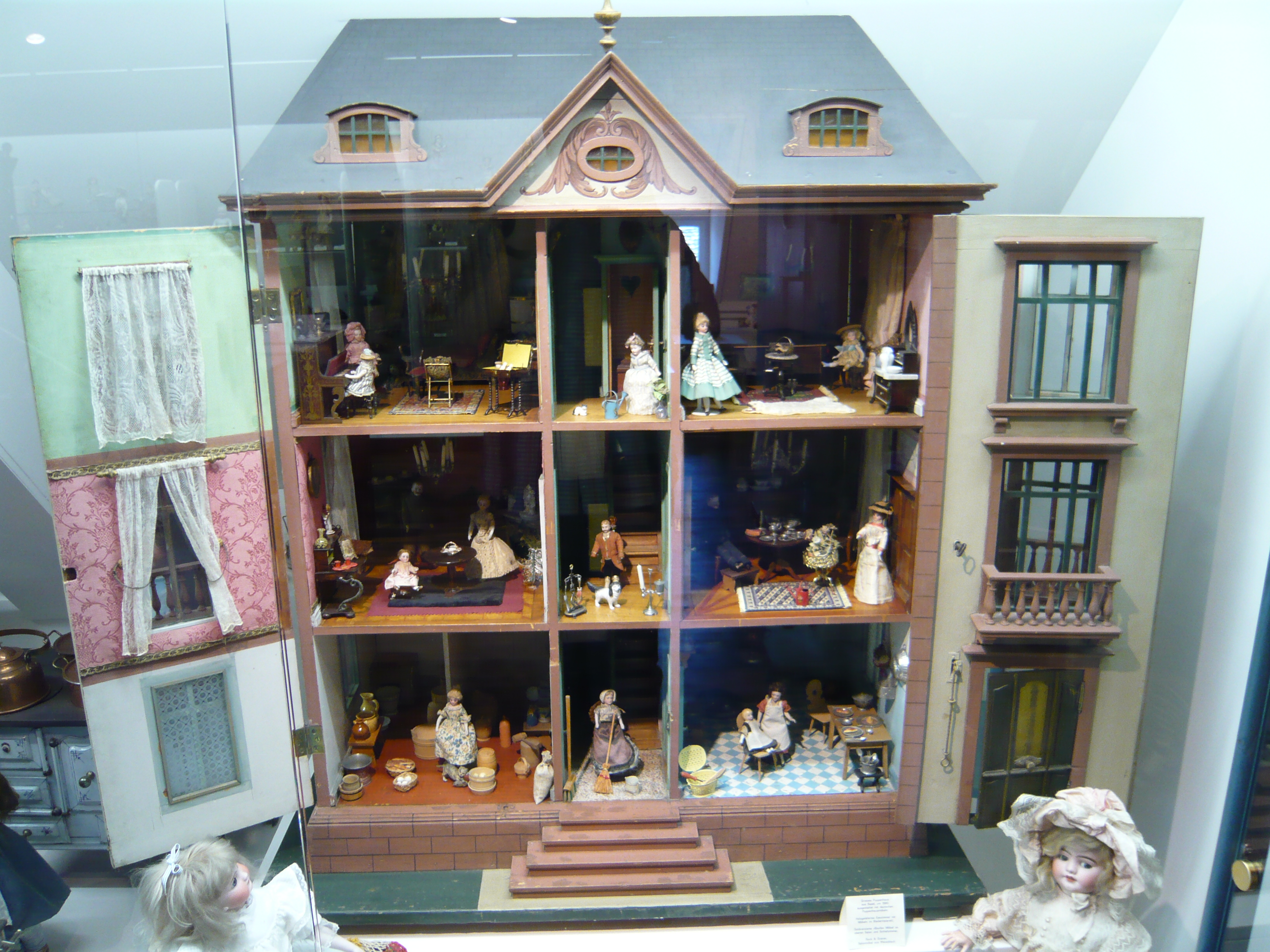
Casa de bonecas

Casas de bonecas são reproduções de casas em miniatura com escalas usuais de 1/12.

## História
A primeira casa de bonecas de que se tem notícias em 1558; o Duque da Baviera, Albrecht V, mandou que construir uma casa em miniatura para sua filha, porém dada a riqueza do detalhamento e realismo da obra, o próprio Duque acabou por incluir a casa em sua coleção de obras de arte. Esta casa foi destruída em 1674 em um incêndio no palácio do Duque.
A casa de bonecas mais famosa do mundo é a Queen Mary's e foi projetada por Sir Edwin Lutyens, em 1924, com paisagismo feito por Gertrude Jekyll e construída em escala 1/12, com hidráulica e elétrica, bem como dois elevadores. Esta casa continua intacta e pode ser vista no castelo de Windsor na Inglaterra.